# Rhynchostegium strigosum
Rhynchostegium strigosum là một loài rêu trong họ Brachytheciaceae. Loài này được Hoffm. ex F. Weber & D. Mohr De Not. mô tả khoa học đầu tiên năm 1867.